# Замок Балдвінстоун
Замок Балдвінстоун (англ. Baldwinstown Castle) — один із замків Ірландії, розташований у графстві Вексфорд.

## Історія замку Балдвінстоун
Замок Балдвінстоун побудував аристократ Кітінг, що володів цими землями наприкінці XV століття. Замок побудований у вигляді вежі. У 1654 році замок був суттєво перебудований. Був побудований нових вхід у замок з південно-західного боку. Колись у замку були грати, які могли опускатися і підніматися. Вежа має чотири поверхи, що з'єднані гвинтовими сходами. Склепіння частково обвалилося. Вежа була оточена стіною, яка частково збереглася. Крім цього замок вежа мала горище і мансарду. Біля вежі є старовинний будинок, що належить Констанції О'Рейлі.
Родина Кітінг, яка володіла замком Балдвінстоун походить від Джона Фіцморіса — сина Вільяма Фітцджеральда. Батьками Вільяма Фітцджеральда були Геральд де Вінзор та Неста — дочка  Уельського короля. Батьками Геральда де Вінзора були Волтер ФітцОто Геральдіні та Гледіс — дочка Уельського короля. Батьком Волтера ФітцОто був Домінус Отон Герардіні — флорентійський авантюрист, що змінив прізвище на Геральдіні. Ця аристократична родина італійсько-норманського походження розгалузилась на багато гілок і володіла величезними землями в Ірландії протягом багатьох століть. Вони були відомі в історії як Геральдини.